# Equipas ciclistas Continentais-Temporada de 2011
Na temporada de 2010-2011 (sétima dos Circuitos Continentais da UCI), cento e trinta equipas ciclistas de categoria Continental (8 mais que na 6.ª edição) foram registados na União Ciclista Internacional representando a 42 países.
A Europa novamente é o continente com mais equipas com 79, seguido da Ásia com 25. O país que mais equipas inscreveu foi novamente os Estados Unidos com 10, seguido da Bélgica com 9 e a Alemanha com 8.
Os países em que foram inscritos equipas desta categoria pela primeira vez foram: Argélia e a Turquia.

## Equipas por continente
| Continente | Nº equipas |
| ---------- | ---------- |
| Europa     | 79         |
| Ásia       | 25         |
| América    | 15         |
| Oceania    | 7          |
| África     | 4          |

## Equipas por país
| País           | Nº equipas |
| -------------- | ---------- |
| Estados Unidos | 10         |
| Bélgica        | 9          |
| Alemanha       | 8          |
| China          | 7          |
| Áustria        | 6          |
| Reino Unido    | 5          |
| Japão          | 5          |
| Austrália      | 5          |
| Dinamarca      | 4          |
| Eslovênia      | 4          |
| Noruega        | 4          |
| Portugal       | 4          |
| Irão           | 4          |
| Itália         | 3          |
| Países Baixos  | 3          |
| Chéquia        | 3          |
| Ucrânia        | 3          |
| Taipé Chinesa  | 3          |
| Coreia do Sul  | 3          |
| Colômbia       | 3          |
| Croácia        | 2          |

| País          | Nº equipas |
| ------------- | ---------- |
| Espanha       | 2          |
| França        | 2          |
| Grécia        | 2          |
| Letônia       | 2          |
| Polónia       | 2          |
| Grécia        | 2          |
| Suíça         | 2          |
| Turquia       | 2          |
| Malásia       | 2          |
| Brasil        | 2          |
| Nova Zelândia | 2          |
| Argélia       | 2          |
| África do Sul | 2          |
| Eslovênia     | 1          |
| Hungria       | 1          |
| Luxemburgo    | 1          |
| Roménia       | 1          |
| Rússia        | 1          |
| Sérvia        | 1          |
| Suécia        | 1          |
| Hong Kong     | 1          |

## Lista de equipas
| País           | Nome                                          | Código UCI |
| -------------- | --------------------------------------------- | ---------- |
| Alemanha       | LKT Team Brandenburg                          | LKT        |
| Alemanha       | Nutrixxion-Sparkasse                          | TSP        |
| Alemanha       | Seven Stones                                  | TSS        |
| Alemanha       | Team Eddy Merckx-Indeland                     | TRS        |
| Alemanha       | Team Heizomat                                 | THF        |
| Alemanha       | Team NSP                                      | NSP        |
| Alemanha       | Thüringer Energie Team                        | TET        |
| Alemanha       | TT Raiko-Argon 18                             | TTR        |
| Argélia        | Geofco-Ville d'Alger                          | VVA        |
| Argélia        | Groupement Sportif Pétrolier Algérie          | GSP        |
| Austrália      | Drapac Cycling                                | DPC        |
| Austrália      | Genesys Wealth Advisers                       | GENE       |
| Austrália      | Team Budget Forklifts                         | BFL        |
| Austrália      | Team Jayco-AIS                                | JAI        |
| Austrália      | V Australia                                   | VAU        |
| Áustria        | Arbö Gebrüder Weiss-Oberndorfer               | KTM        |
| Áustria        | RC Arbö-Gourmetfein Wels                      | RAD        |
| Áustria        | Team Vorarlberg                               | VBG        |
| Áustria        | Tyrol Team                                    | TIR        |
| Áustria        | Union Raiffeisen-Radteam Tirol                | URT        |
| Áustria        | WSA-Viperbike Kärnten                         | WSA        |
| Bélgica        | An Post-Sean Kelly                            | SKT        |
| Bélgica        | BKCP-Powerplus                                | BKP        |
| Bélgica        | Colba-Mercury                                 | CMD        |
| Bélgica        | Donckers Koffie - Jelly Belly                 | QCT        |
| Bélgica        | Jong Vlaanderen-Bauknecht                     | JVB        |
| Bélgica        | Lotto-Bodysol Pôle Continental Wallon         | PCW        |
| Bélgica        | Sunweb-Revor                                  | SUN        |
| Bélgica        | Telenet-Fidea                                 | FID        |
| Bélgica        | Wallonie Bruxelles-Crédit Agricole            | WBC        |
| Brasil         | Clube DataRo de Ciclismo-Foz do Iguaçu        | DAT        |
| Brasil         | Funvic-Pindamonhangaba                        | FUN        |
| China          | China 361° Cycling Team                       | SLY        |
| China          | China Jilun Cycling Team                      | JLC        |
| China          | Hengxiang Cycling Team                        | HEN        |
| China          | Holy Brother Cycling Team                     | HBR        |
| China          | Marco Polo Cycling Team                       | MPC        |
| China          | Max Success Sports                            | MSS        |
| China          | Qinghai Tianyoude Cycling Team                | TYD        |
| Taipé Chinesa  | Action Cycling Team                           | ACT        |
| Taipé Chinesa  | Fuji-cyclingtime.com                          | FCT        |
| Taipé Chinesa  | Giant Kenda Cycling Team                      | GKT        |
| Colômbia       | EPM-UNE                                       | EPM        |
| Colômbia       | Gobernación de Antioquia-Indeportes Antioquia | GOB        |
| Colômbia       | Movistar Continental                          | MOT        |
| Coreia do Sul  | Geumsan Ginseng-Asia                          | GGA        |
| Coreia do Sul  | KSPO                                          | KSP        |
| Coreia do Sul  | Seoul Cycling Team                            | SCT        |
| Croácia        | Loborika-Favorit Team                         | LOB        |
| Croácia        | Meridiana-Kamen Team                          | MKT        |
| Dinamarca      | Christina Watches-Onfone                      | TST        |
| Dinamarca      | Glud & Marstrand-LRØ                          | GLU        |
| Dinamarca      | Team Concordia Forsikring-Himmerland          | VPC        |
| Dinamarca      | Team Energi Fyn                               | TEF        |
| Eslováquia     | Dukla Trencin-Merida                          | DUK        |
| Eslovênia      | Adria Mobil                                   | ADR        |
| Eslovênia      | Perutnina Ptuj                                | PER        |
| Eslovênia      | Radenska                                      | RAR        |
| Eslovênia      | Sava                                          | SAK        |
| Espanha        | Burgos 2016-Castilla y León                   | VMC        |
| Espanha        | Orbea Continental                             | ORB        |
| Estados Unidos | Bissell Cycling                               | BPC        |
| Estados Unidos | Chipotle Development Team                     | CDT        |
| Estados Unidos | Jamis-Sutter Home                             | JSH        |
| Estados Unidos | Jelly Belly Cycling Team                      | JBC        |
| Estados Unidos | Kelly Benefit Strategies-OptumHealth          | KBS        |
| Estados Unidos | Kenda-5 Hour Energy Cycling Team              | KPC        |
| Estados Unidos | Realcyclist.com Cycling Team                  | RCC        |

| País           | Nome                                | Código UCI |
| -------------- | ----------------------------------- | ---------- |
| Estados Unidos | Team Exergy                         | XRG        |
| Estados Unidos | Trek Livestrong U23                 | TLS        |
| Estados Unidos | Wonderful Pistachios                | WPC        |
| França         | BigMat-Auber 93                     | AUB        |
| França         | Roubaix-Lille Métropole             | RLM        |
| Grécia         | KTM-Murcia                          | TKT        |
| Grécia         | SP Tableware                        | SPT        |
| Hong Kong      | Champion System                     | CHA        |
| Hungria        | Ora Hotels-Carrera                  | OHT        |
| Irão           | Azad University                     | IUA        |
| Irão           | Suren Cycling Team                  | SUR        |
| Irão           | Tabriz Petrochemical Team           | TPT        |
| Irão           | Vali Asr Kerman                     | VAK        |
| Itália         | D'Angelo & Antenucci-Nippo          | DÃO        |
| Itália         | Miche-Guerciotti                    | MIE        |
| Itália         | WIT                                 | WIT        |
| Japão          | Aisan Racing Team                   | AIS        |
| Japão          | Bridgestone-Anchor                  | BGT        |
| Japão          | Matrix-Powertag                     | MTR        |
| Japão          | Shimano Racing Team                 | SMN        |
| Japão          | Utsunomiya-Blitzen                  | BLZ        |
| Letônia        | Alpha Baltic-unitymarathons.com     | ALB        |
| Letônia        | Velo-Clube La Pomme Marseille       | LPM        |
| Luxemburgo     | Team Differdange-magic-sportfood.de | CCD        |
| Malásia        | Letua Cycling Team                  | L2A        |
| Malásia        | Terengganu Cycling Team             | TSG        |
| Noruega        | Joker-Merida                        | TJM        |
| Noruega        | Plussbank-Cervélo                   | PBC        |
| Noruega        | Ringeriks-Kraft                     | KRA        |
| Noruega        | Sparebanken-Ridley                  | SPV        |
| Nova Zelândia  | PureBlack Racing                    | PBR        |
| Nova Zelândia  | Subway Cycling Team                 | SUB        |
| Países Baixos  | Cyclingteam De Rijke                | RIJ        |
| Países Baixos  | Cycling Team Jo Piels               | CJP        |
| Países Baixos  | Rabobank Continental Team           | RB3        |
| Polónia        | Bank BGZ                            | BGZ        |
| Polónia        | Legia-Felt                          | LEG        |
| Portugal       | Barbot-Efapel                       | BEF        |
| Portugal       | LA-Antarte                          | LAR        |
| Portugal       | Onda                                | BOA        |
| Portugal       | Tavira-Prio                         | PRT        |
| Reino Unido    | Endura Racing                       | EDR        |
| Reino Unido    | Motorpoint                          | MPT        |
| Reino Unido    | Rapha Condor-Sharp                  | RCS        |
| Reino Unido    | Sigma Sport-Specialized             | SGS        |
| Reino Unido    | Team Raleigh                        | RAL        |
| Chéquia        | AC Sparta Praha cycling             | ASP        |
| Chéquia        | ASC Dukla Praha                     | ADP        |
| Chéquia        | PSK Whirlpool-Author                | PSK        |
| Roménia        | Tusnad Cycling Team                 | TCT        |
| África do Sul  | MTN Qhubeka                         | MTN        |
| África do Sul  | Team Bonitas                        | BNT        |
| Rússia         | Itera-Katusha                       | TIK        |
| Sérvia         | Partizan Powermove                  | ZAN        |
| Suécia         | Team CykelCity                      | TCC        |
| Suíça          | Atlas Personal-Jakroo               | ARH        |
| Suíça          | Price Your Bike                     | PYB        |
| Turquia        | Konya Torku Seker Spor-Vivelo       | KTS        |
| Turquia        | Manisaspor Cycling Team             | MNS        |
| Ucrânia        | Amore & Vita                        | AMO        |
| Ucrânia        | ISD-Lampre Continental              | ISD        |
| Ucrânia        | Kolss Cycling Team                  | KLS        |